# 組蛋白乙醯轉移酶
組蛋白乙醯轉移酶（Histone acetyltransferase，簡稱HAT）是真核生物細胞中將組蛋白乙醯化的酵素，此類酵素將乙醯輔酶A上的乙醯基轉移至組蛋白N端尾的離氨酸上，組蛋白乙醯化可降低其正電荷，使染色體的結構變疏鬆，促進其他蛋白（如具有布羅莫結構域的轉錄因子）與染色體結合，促進基因的轉錄。
組蛋白乙醯轉移酶可依在細胞中的位置分為A型與B型兩大類，其中大多數為前者，位於細胞核中，可將染色體（核小體）上的組蛋白乙醯化以促進基因表現；後者則位於細胞質中，種類很少，代表者如HAT1（但較新的研究結果認為HAT1可能也存在細胞核中，甚至可能比細胞質的部分多），可將新轉譯產生、尚未組裝成核小體的組蛋白乙醯化，這些組蛋白進入細胞核組裝成核小體後，在細胞質中加上的乙醯基一般會被組蛋白脫乙醯酶移除。組蛋白乙醯轉移酶還可依序列分為GNAT（Gcn5關聯N-乙醯轉移酶；Gcn5-related N-acetyltransferases）、MYST、p300/CBP等基因家族，此外核受體輔活化子、Rtt109、TFIIIC和CLOCK等蛋白也都有組蛋白乙醯轉移酶的功能。GNAT家族包括Gcn5、HAT1、ELP3、ATF2等，皆具有布羅莫結構域，可與已被乙醯化的組蛋白結合；MYST家族包括MOZ、Ybf2、Sas2、Tip60（得名自此四種蛋白名稱的縮寫）、KAT8、KAT6B、KAT7等，其中許多具有鋅指與克羅莫結構域。
組蛋白乙醯化的反應機理因轉移酶的種類不同而異，GNAT家族的轉移酶會同時與乙醯輔酶A和組蛋白結合，形成三元複合體，MYST家族的轉移酶則是使用（Ping–pong mechanisms），先得到乙醯基再將其轉移到組蛋白上。Gcn5與Rtt109等轉移酶需其他蛋白的輔助才能將組蛋白乙醯化，有些需與其他蛋白組成複合體以提升組蛋白乙醯化的效率，如SAGA複合體與NuA4複合體。許多疾病與組蛋白乙醯轉移酶的調控異常有關。